# Krebsbach (Paar)
Der Krebsbach ist ein Bach im Landkreis Aichach-Friedberg im bayerischen Regierungsbezirk Schwaben, der nach einem auf dem Hauptstrang 9 km langen ostnordöstlichen Lauf beim Dorf Walchshofen der Kreisstadt Aichach von links in die mittlere Paar mündet. Seine zwei Quelläste heißen Hirschbach und Mühlbach.

## Geographie

### Oberlauf Mühlbach
Der rechter Oberlauf Mühlbach des Krebsbachs entsteht auf etwa 470 m ü. NHN wenig südwestlich des Kirchdorfs Igenhausen der Gemeinde Hollenbach neben der Kreisstraße AIC 4 vom Pfarrdorf Haunswies der Nachbargemeinde Affing her und läuft nordöstlich. Er begleitet rechts die Straße durchs den Ort, durch eine Häuserreihe von ihr getrennt. Im Ortsbereich entwässert in ihn der halbhektargroße Dorfweiher, der länglich in einer rechten Seitenmulde liegt. Unterhalb des Dorfs passiert er zwei winzige Teiche unterhalb eines Hangwäldchens neben dem Mühlweg, eine dünne Gehölzreihe begleitet ihn nun und er nimmt einen etwa 0,6 km langen, von einer Baumreihe gesäumten Feldweggraben von rechts auf. Wenige Schritte danach fließt er auf etwa 455 m ü. NHN mit dem Hirschbach zusammen.
Der Mühlbach ist etwa 1,6 km lang und entwässert etwa 4,4 km², er gilt als Hauptstrang-Oberlauf des Krebsbachs.

### Oberlauf Hirschbach
Der linke Oberlauf Hirschbach  des Krebsbach entsteht auf etwa 487 m ü. NHN wenig westlich des Weilers Hirschbach von Hollenbach am Waldrand in einer Wiese und fließt durchwegs östlich, zunächst im Süden am Ort vorbei bis zu einem kleinen baumumstandenen Teich etwas rechts des Laufs an der Straße von Igenhausen her. Nach deren Unterquerung hat er im umgebenden Wiesenstreifen auf mehr als einem Kilometer kaum je ein offenes Bett. Zuletzt liegen hier kleine Baumgruppen rechts über der wenig tiefen Mulde, dann fließt er auf seinen letzten etwa 0,7 km offen und von Bäumen begleitet unter einem Waldstreifen am rechten Hang an einigen Teichen vorbei, unterquert die Kreisstraße AIC 4 von Igenhausen nach Schönbach und vereint sich dann bald auf etwa 455 m ü. NHN mit dem Mühlbach.
Der Hirschbach ist etwa 2,4 km lang und entwässert etwa 1,8 km².

### Verlauf
Der am Zusammenfluss entstandene, bis zum Ende von einer Gehölzgalerie begleitete Krebsbach läuft kurz nördlich auf das Kirchdorf Schönbach zu, vor dessen Rand entlang er sich auf Nordostlauf wendet. An dessen Siedlungsgrenze zum anschließenden Gemeindesitz Hollenbach läuft neben der Straße Am Herschbach ein etwa 1,1 km langer Wiesenbach durch die kleine Lücke dem Krebsbach zu, der Hollenbach wie zuvor Schönbach in etwas Abstand passiert und dabei immer östlicher fließt.
Das talabwärts bald folgende Dorf Motzenhofen hat dagegen ein dem Siedlungskern gegenüberliegendes Neubaugebiet am rechten Hang, hier quert die St 2047 die kleine Talmulde. Nach dem abwärts folgenden Klärwerk der Gemeinde läuft dann der Silberbründlbach von rechts zu, der aus mehreren Ästen im Bernbacher Wald entsteht und zwei Weiher von ungefähr 1,0 ha und 3,4 ha Fläche rechts seines Unterlaufes entwässert, die beidseits der genannten Staatsstraße bei der Kapelle Aich liegen.
Schon einen Viertelskilometer weiter abwärts fließt der von Nordwesten aus dem Hollenbacher Kirchdorf Mainbach kommende Dümpfelbach zu, der über 5 km lang ist und über ein Viertel des Einzugsgebietes entwässert und damit der größte Nebenfluss des Krebsbachs ist. An diesem Zulauf auf 439 m ü. NHN am Dreiländereck der Gemeinde Hollenbach, des Marktes Inchenhofen und der Stadt Aichach wechselt der Bach für die noch etwas über 2 km seines Unterlaufs nach Osten aufs Gebiet von Aichach. Er wird noch in der Flur von der Kreisstraße AIC 1 gequert und durchläuft dann das Kirchdorf Walchshofen, wo sich seine Mulde zur Aue der Paar weitet und er von der ihr folgenden Talstraße AIC 5 gekreuzt wird. Am östlichen Ortsrand mündet der Krebsbach dann auf etwa 434 m ü. NHN von links in die mittlere Paar.
Der Krebsbach ist von der Quelle des Mühlbachs an gerechnet 9,1 km lang, fällt auf dieser Strecke um etwa 36 Höhenmeter und hat ein mittleres Sohlgefälle von etwa 4 ‰. 

### Einzugsgebiet
Das Einzugsgebiet umfasst 30,0 km² und hat etwa die Kontur eines rechtwinkligen Dreiecks. Es hat eine Ostspitze an der Mündung bei Walchenhofen. Die hier anliegende Kathete auf der nordnordöstlichen Wasserscheide läuft meist zwischen dem Dümpfelbach diesseits und dem abwärtigen linken Paar-Zufluss Weiherbach jenseits, die nordwestliche Kathete danach scheidet von der Friedberger Ach mit ihrem rechten Zufluss Edenhauser Bach und dessen Zufluss Kabisbach, sie läuft über einen bewaldeten Höhenzug, der mit 536 m ü. NN die größte Höhe im Einzugsgebiet erreicht. Die südwestliche Ecke bei Haunsried ist durch das Einzugsgebiet des ebenfalls zur Friedberger Ach laufenden Affinger Bachs etwas abgestumpft. Die Hypotenuse im Süden grenzt ans aufwärtige Einzugsgebiet der Paar, lange weiterhin in Waldgebieten, darunter dem Bernbacher Wald, auf der Gegenseite konkurrieren nach dem Schneitbach auf dem ersten Teilstück nurmehr kleinere Zuflüsse der Paar.
Der Krebsbach zieht darin etwas näher an der rechten Wasserscheide durch ein eher flaches Flurtal im Naturraum Donau-Isar-Hügelland. Die vorherrschende geologische Schicht ist  Süßwassermolasse, auf den Flurhügeln links des Laufs liegen im quartär abgelagerte Lössderivate. Die Talmulde selbst füllen meist Auensedimente. Gegenüber dem Hirschbachzufluss liegen in einer weiten Mulde Torfböden.

### Zuflüsse
- Mühlbach, rechter Hauptstrang-Oberlauf, ca. 1,6 km[BA 3] und ca. 4,4 km²[BA 4]
- Hirschbach, linker Oberlauf, ca. 2,4 km[BA 3] und ca. 1,8 km².[BA 4]
- Herschbach, von links zwischen Schönbach und Hollenbach, ca. 1,1 km[BA 3] und ca. 1,9 km².[BA 4]
- Silberbründlbach, von rechts, 2,6 km[GV 1]  und 3,4 km².[GV 2]
- Dümpfelbach, von links, 5,1 km[GV 1] und 8,2 km².[GV 2]

## Natur
Vor nicht allzu langer Zeit sind am Krebsbach wieder Biber heimisch geworden. Weil die Tiere teilweise große Schäden für die Landwirtschaft anrichten, wurden mit einer speziell angefertigten Biberfalle bereits mehrere Tiere eingefangen und nach England und Tschechien verbracht.

## Hochwasser
Der Krebsbach tritt vor allem über seine Ufer, wenn es bei starker Schneeschmelze auch noch ausgiebig regnet. Zuletzt geschah dies im März 2006, als ein halber Meter Schnee in ein paar Tagen schmolz und Teile Walchshofens überflutet wurden.

### BayernAtlas („BA“)
Amtliche Online-Gewässerkarte mit passendem Ausschnitt und den hier benutzten Layern: Lauf und Einzugsgebiet des Krebsbachs

Allgemeiner Einstieg ohne Voreinstellungen und Layer: BayernAtlas der Bayerischen Staatsregierung (Hinweise)
1. 1 2 3 4 5 6 7 8  Höhe abgefragt auf dem Hintergrundlayer Amtliche Karte (Rechtsklick).
2. 1 2 3  Seefläche abgemessen auf dem Hintergrundlayer Amtliche Karte.
3. 1 2 3 4 5 6  Länge abgemessen auf dem Hintergrundlayer Amtliche Karte.
4. 1 2 3 4 5  Einzugsgebiet abgemessen auf dem Hintergrundlayer Amtliche Karte.
5. ↑  Geologie nach dem Layer Geologischen Karte 1:500.000.

### Gewässerverzeichnis Bayern („GV“)
1. 1 2 3  Länge nach: Verzeichnis der Bach- und Flussgebiete in Bayern – Flussgebiet Lech bis Naab, Seite 49 des Bayerischen Landesamtes für Umwelt, Stand 2016 (PDF; 2,9 MB) (Seitenzahl kann sich ändern.)
2. 1 2 3  Einzugsgebiet nach: Verzeichnis der Bach- und Flussgebiete in Bayern – Flussgebiet Lech bis Naab, Seite 49 des Bayerischen Landesamtes für Umwelt, Stand 2016 (PDF; 2,9 MB) (Seitenzahl kann sich ändern.)

### Sonstige
1. ↑  Hans Graul: Geographische Landesaufnahme: Die naturräumlichen Einheiten auf Blatt 180 Augsburg. Bundesanstalt für Landeskunde, Bad Godesberg 1962. → Online-Karte (PDF; 4,1 MB)